# Auriac (Aude)
Auriac település Franciaországban, Aude megyében. Lakosainak száma 33 fő (2022. január 1.). Auriac Albières, Fourtou, Lanet, Laroque-de-Fa, Massac, Mouthoumet és Soulatgé községekkel határos.

## Népesség
A település népességének változása:
| Lakosok száma | 37   | 25   | 29   | 39   | 36   | 42   | 43   | 38   | 35   | 33   |
|               | 1968 | 1982 | 1990 | 2006 | 2013 | 2015 | 2017 | 2019 | 2020 | 2022 |